# Herings illusion

Herings illusion

Herings illusion är en förvrängande kognitiv optisk illusion, som upptäcktes av den tyske psykologen Ewald Hering 1861. De två vertikala linjerna är båda raka, men ser ut att böja sig utåt. Illusionen skapas av bakgrundens linjesystem, som gör att hjärnan simulerar och percepterar ett falskt intryck av djup, som i sin tur gör att vi antar att linjerna är bågformade.
Illusionen är ett bra exempel på en framtida perception och forskaren Mark Changizi från Rensselaer Polytechnic Institute i New York säger att optiska illusioner är en erfarenhet de flesta genomgår under uppvaknandet genom nervbanornas reaktionstid. När ljuset träffar en receptor, åtgår det cirka en tiondels sekund innan hjärnan översätter signalen till en visuell bild av miljön. Forskarna känner till eftersläpningen och diskussioner har rört sig runt olika teorier om hur vi kompenserar för detta och någon teori är inriktad på hur vårt motoriksystem hanterar eftersläpningen genom att modifiera rörelseschemat i motsvarande grad. 
Changizi hävdar att det mänskliga visuella systemet har utvecklat en kompensation för den ingående reaktionstiden, genom att generera bilder som visar vad som kommer att ske en tiondels sekund in i framtiden. Denna framförhållning gör det möjligt att reagera i realtid på reflexmässiga handlingar som till exempel att fånga en flygande boll eller att manövrera smidigt genom en folkmassa.
En liknande illusion är Orbisons illusion, som är en av dess varianter, medan Wundts illusion framkallar en liknande, men motsatt effekt.